# Doué-la-Fontaine
Doué-la-Fontaine és un municipi francès situat al departament de Maine i Loira i a la regió de País del Loira. L'any 2007 tenia 7.428 habitants.

## Demografia

### Població
El 2007 la població de fet de Doué-la-Fontaine era de 7.428 persones. Hi havia 3.016 famílies de les quals 956 eren unipersonals (384 homes vivint sols i 572 dones vivint soles), 1.020 parelles sense fills, 832 parelles amb fills i 208 famílies monoparentals amb fills.
La població ha evolucionat segons el següent gràfic:
Habitants censats

### Habitatges
El 2007 hi havia 3.419 habitatges, 3.088 eren l'habitatge principal de la família, 71 eren segones residències i 260 estaven desocupats. 2.789 eren cases i 619 eren apartaments. Dels 3.088 habitatges principals, 1.846 estaven ocupats pels seus propietaris, 1.197 estaven llogats i ocupats pels llogaters i 45 estaven cedits a títol gratuït; 49 tenien una cambra, 278 en tenien dues, 477 en tenien tres, 869 en tenien quatre i 1.415 en tenien cinc o més. 2.208 habitatges disposaven pel capbaix d'una plaça de pàrquing. A 1.477 habitatges hi havia un automòbil i a 1.132 n'hi havia dos o més.

### Piràmide de població
La piràmide de població per edats i sexe el 2009 era:
| Homes | Edats   | Dones |
| ----- | ------- | ----- |
| 0     | 95 o +  | 20    |
| 12    | 90 a 94 | 44    |
| 32    | 85 a 89 | 124   |
| 80    | 80 a 84 | 84    |
| 120   | 75 a 79 | 252   |
| 164   | 70 a 74 | 216   |
| 152   | 65 a 69 | 188   |
| 140   | 60 a 64 | 164   |
| 188   | 55 a 59 | 172   |
| 252   | 50 a 54 | 196   |
| 212   | 45 a 49 | 296   |
| 300   | 40 a 44 | 252   |
| 224   | 35 a 39 | 272   |
| 240   | 30 a 34 | 196   |
| 284   | 25 a 29 | 296   |
| 216   | 20 a 24 | 188   |
| 240   | 15 a 19 | 276   |
| 296   | 10 a 14 | 240   |
| 176   | 5 a 9   | 236   |
| 176   | 0 a 4   | 216   |

## Economia
El 2007 la població en edat de treballar era de 4.524 persones, 3.364 eren actives i 1.160 eren inactives. De les 3.364 persones actives 2.987 estaven ocupades (1.594 homes i 1.393 dones) i 377 estaven aturades (188 homes i 189 dones). De les 1.160 persones inactives 488 estaven jubilades, 309 estaven estudiant i 363 estaven classificades com a «altres inactius».

### Ingressos
El 2009 a Doué-la-Fontaine hi havia 3.179 unitats fiscals que integraven 7.325 persones, la mediana anual d'ingressos fiscals per persona era de 15.731,5 €.

### Activitats econòmiques
Dels 430 establiments que hi havia el 2007, 6 eren d'empreses extractives, 10 d'empreses alimentàries, 1 d'una empresa de fabricació de material elèctric, 1 d'una empresa de fabricació d'elements pel transport, 23 d'empreses de fabricació d'altres productes industrials, 43 d'empreses de construcció, 107 d'empreses de comerç i reparació d'automòbils, 16 d'empreses de transport, 40 d'empreses d'hostatgeria i restauració, 4 d'empreses d'informació i comunicació, 24 d'empreses financeres, 25 d'empreses immobiliàries, 42 d'empreses de serveis, 50 d'entitats de l'administració pública i 38 d'empreses classificades com a «altres activitats de serveis».
Dels 119 establiments de servei als particulars que hi havia el 2009, 1 era una oficina d'administració d'Hisenda pública, 1 gendarmeria, 1 oficina de correu, 9 oficines bancàries, 2 funeràries, 8 tallers de reparació d'automòbils i de material agrícola, 2 tallers d'inspecció tècnica de vehicles, 1 establiment de lloguer de cotxes, 2 autoescoles, 6 paletes, 11 guixaires pintors, 8 fusteries, 6 lampisteries, 8 electricistes, 1 empresa de construcció, 13 perruqueries, 2 veterinaris, 1 agència de treball temporal, 22 restaurants, 9 agències immobiliàries, 2 tintoreries i 3 salons de bellesa.
Dels 46 establiments comercials que hi havia el 2009, 1 era un hipermercat, 4 supermercats, 1 una gran superfície de material de bricolatge, 6 fleques, 2 carnisseries, 2 llibreries, 9 botigues de roba, 2 botigues d'equipament de la llar, 2 sabateries, 2 botigues d'electrodomèstics, 2 botigues de mobles, 3 botigues de material esportiu, 3 drogueries, 2 joieries i 5 floristeries.
L'any 2000 a Doué-la-Fontaine hi havia 96 explotacions agrícoles que ocupaven un total de 2.343 hectàrees.

## Equipaments sanitaris i escolars
El 2009 hi havia 1 hospital de tractaments de curta durada, 2 hospitals de tractaments de mitja durada (seguiment i rehabilitació), 1 centre de salut, 4 farmàcies i 2 ambulàncies.
El 2009 hi havia 1 escola maternal i 5 escoles elementals. Doué-la-Fontaine disposava de 2 col·legis d'educació secundària amb 641 alumnes.

## Poblacions més properes
El següent diagrama mostra les poblacions més properes.